# Regine Normann
Serine Regine Normann, född 29 juli 1867, död 14 augusti 1939, var en norsk författare.
Normann var folkskollärarinna i Oslo från 1898. Hon gjorde sig främst känd genom sina strängt realistiska skillringar från Nordnorge, Krabvaag (1905), Bortsat (1906) och Stængt (1908). I Dengang (1912) och Eiler Hundevart (1913) utnyttjade hon folktro och folkminnen från samma trakt. Från sin verksamhet som lärarinna hämtade honom motiven till Barnets tjenere (1910), Faafængt (1911) och Min hvite gut (1922).